# Cueta aliena
Cueta aliena är en insektsart som först beskrevs av Luisa Eugenia Navas 1915.  Cueta aliena ingår i släktet Cueta och familjen myrlejonsländor. Inga underarter finns listade i Catalogue of Life.